# Neofit al II-lea
Neofit al II-lea (n. 1 ianuarie 1787, București - d. 14 ianuarie 1850, București), Neofit Gianoglu pe numele de mirean, a fost mitropolit al Ungrovlahiei (1840-1849), remarcat mai ales prin participarea sa la Revoluția de la 1848. 
În 1818 se călugărește fiind o vreme grămătic al lui Galaction, episcopul Râmnicului. A fost hirotonit ierodiacon (1818), ieromonah (29 martie 1824) și arhimandrit (5 aprilie 1824). Devine egumen al Mănăstirii Sfântul Gheorghe Nou din București, este ales pe 18 aprilie 1824 episcop al Râmnicului, iar pe 20 aprilie este hirotonit arhiereu de către Grigorie al IV-lea, Dascălul. 
A acceptat să fie vicar al Mitropoliei în perioada februarie 1829-22 august 1833 cât timp Grigorie a fost surghiunit în Rusia și după moartea acestuia, în perioada 22 iunie 1834-1840. În perioada 29 iunie 1840-27 iulie 1849 a fost mitropolit al Ungrovlahiei.
În 1831 a devenit membru al Extraordinarei Obșteștei Adunări de Revizie și a fost desemnat președinte al Divanului Domnesc.
În timpul Revoluției de la 1848, a fost desemnat șef al guvernului provizoriu, din motive diplomatice. După înăbușirea Revoluției a solicitat (ca mitropolit) restabilirea ordinii și a contribuit la prinderea clericilor care se implicaseră în acțiuni revoluționare, ceea ce a făcut să fie considerat, o personalitate controversată de la 1848. La 27 iulie 1849 s-a retras din scaunul de mitropolit. Ca mitropolit a înființat 4 seminarii teologice în Țara Românească și a sprijinit trimiterea de tineri la burse în Grecia și Rusia.